# 池田康隆
池田 康隆（いけだ やすたか、生誕年不明）は、作家、ゲームデザイナー／プランナーで元雑誌編集者でもある。

## 略歴
株式会社ゲームリパブリックに所属し、PlayStation 2用ゲーム『GENJI』を手掛け、ボードゲームではシャドウハンターズをデザインした。
個人の活動としては、ゲームジャーナルにてウォーゲーム『信長包囲戦』、『本能寺への道』などを発表。その後、自身が編集する、ユーロゲームを主体に紹介するボードゲーム雑誌『Game Link（ゲームリンク）』を創刊した。『Game Link』はA4判の体裁で、毎号ボードゲームが付録についており、第2号では池田のデザインによるファンタジーカードゲーム『Kingdom』を発表している。
その後、2010年にウォーゲーム日本史にて、『関ヶ原戦役』、『川中島軍記』を発表した。
2017年、久しぶりにゲームジャーナルに『シン・関ヶ原』を発表してゲームデザイン活動を再開した。

## Game Link 編集時代
Game Linkは、情報・サポート・ゲームを一緒に提供するという野心的なコンセプトで、定期的なサポート誌が存在しないボードゲーム市場において、一定の注目を集めることに成功した。また発行元の Shoot the Moon の代表が池田ということで、一定のファンを獲得した。池田の編集方針が、いずれかのメーカーまたは販売店に偏っていない中立的なポジションである点も評価された。
しかしながら、第4号で発行が Shoot the Moon からアークライトに変わり、第5号で付録がつかなくなり、第6号では奥付の編集者欄から池田の名前が消えている。

## 作品リスト
- コンピュータゲーム
  - GENJI
- ボードゲーム／カードゲーム
  - １８８９ 鉄道ゲー１８ｘｘシリーズのシステムで日本の四国の鉄道開発を描く
  - Kingdom
  - シャドウハンターズ
  - オーナーズチョイス
- ウォーゲーム
  - 信長包囲戦 ゲームジャーナル１４号
  - 本能寺への道　ゲームジャーナル１５号
  - 項羽と劉邦　ゲームジャーナル１８号
  - 義経　ゲームジャーナル２１号
  - 上野戦争　ゲームジャーナル２１号
  - 関ヶ原戦役　ウォーゲーム日本史３号
  - 川中島軍記　ウォーゲーム日本史５号
  - シン・関ヶ原　ゲームジャーナル６４号
  - バラ戦争　ゲームジャーナル６５号
  - フランス革命１７８９　ゲームジャーナル８９号
  - 東国の覇者
  - 西国の雄